# ヴァン・ウィリアムズ
ヴァン・ウィリアムズ（Van Williams,  1934年2月27日 - 2016年11月28日）は、アメリカ合衆国の俳優である。

## 来歴
1934年、テキサス州フォートワースに生まれる。高校卒業後、テキサス・クリスチャン大学へ進学して経営学などを専攻するが、その後ハワイへ移住し、1950年代半ばまでスカイダイビングのインストラクターとして活動した。インストラクター時代にエリザベス・テイラーの元夫としても知られるプロデューサーのマイク・トッドの目に留まり、芸能界へのスカウトを受けてロサンゼルスへ渡った。1959年からニューオーリンズを舞台としたテレビドラマシリーズ『バーボン・ストリート』へ出演したあたりから人気が出始め、その後も『サーフサイド6』（1960年-1962年）などのテレビドラマや映画の両方でコンスタントにキャリアを構築。
1966年にさらに彼のキャリアで出世作となった『グリーン・ホーネット』のタイトルロールでもある「グリーン・ホーネット」を好演して、その人気を不動のものにした。同作品では香港出身のアクション俳優のブルース・リーと共演している。ちなみに1993年にジェイソン・スコット・リーがブルース・リーを演じたリーに関する伝記映画『ドラゴン/ブルース・リー物語』では、ウィリアムズも『グリーン・ホーネット』のディレクター役でカメオ出演をしている。またアダム・ウェスト主演の実写ドラマ版『バットマン』にも、「グリーン・ホーネット」としてゲスト出演した。
2016年11月28日、腎不全により死去。82歳没。

## 出演作品

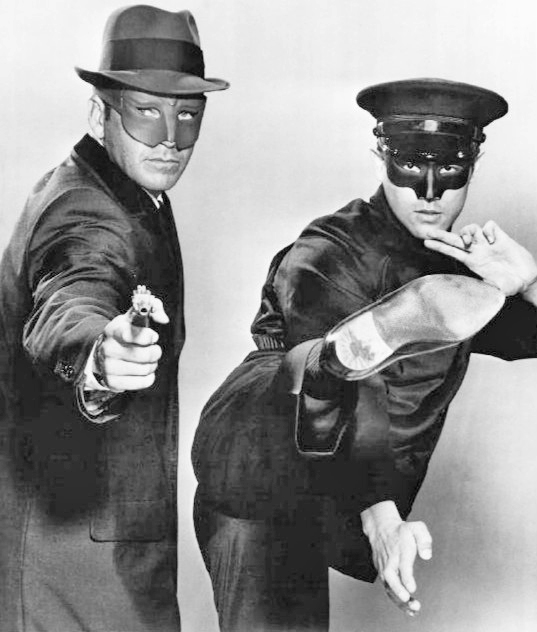
『グリーン・ホーネット』にてブルース・リーと共に

### 映画
- リチャード二世 King Richard II (1954)
- のっぽ物語 Tall Story (1960)
- The Caretakers (1963)
- バットマン・ザ・ムービー Batman: The Movie (1966)
- You Gotta Start Somewhere (1977)
- ナイトライダー The Night Rider (1979) ※テレビ映画
- ドラゴン/ブルース・リー物語 Dragon: The Bruce Lee Story (1993)

### テレビドラマ
- ゼネラル・エレクトリック・シアター General Electric Theater (1958, 1959)
- Lawman (1959)
- コルト45 Colt .45 (1959)
- バーボン・ストリート Bourbon Street Beat (1959 - 1960)
- サーフサイド6 Surfside 6 (1960 - 1962)
- サンセット77 77 Sunset Strip (1961, 1963)
- シャイアン Cheyenne (1962)
- ギャラント・メン The Gallant Men (1963)
- ハワイアン・アイ Hawaiian Eye (1963)
- Temple Houston (1964)
- The Tycoon (1964 - 1965)
- じゃじゃ馬億万長者 The Beverly Hillbillies (1965)
- バットマン Batman (1966, 1967)
- グリーン・ホーネット The Green Hornet (1966, 1967)
- バークレー牧場 The Big Valley (1968)
- マニックス Mannix (1970)
- 恋愛専科 Love, American Style (1970)
- ぼくらのナニー Nanny and the Professor (1970)
- 鬼警部アイアンサイド Ironside (1971)
- スパイ大作戦 Mission: Impossible (1972)
- Apple's Way (1974)
- ガンスモーク Gunsmoke (1974)
- Westwind (1975)
- マンハンター The Manhunter (1975)
- サンフランシスコ捜査線 The Streets of San Francisco (1976)
- ロアルド・ダール劇場 予期せぬ出来事 Tales of the Unexpected (1977)
- 名探偵ジョーンズ Barnaby Jones (1977)
- The Red Hand Gang (1977)
- 西部開拓史 How the West Was Won (1978)
- 遥かなる西部 Centennial (1979)
- ミセス・コロンボ Mrs. Columbo (1979)
- ロックフォードの事件メモ The Rockford Files (1979)